# デサント
株式会社デサント（英語: DESCENTE LTD.）は、大阪市浪速区に本社を置くスポーツウェアの専門メーカーである。

## 概要
スポーツウェアの大手メーカーの1社であり、野球、ゴルフウェア、陸上競技用ウェア、サッカー用ウェア、競泳用水着、アルペンスキー用ウェアなどで有力なブランドを持つ。日本国内の他、中国・韓国、北アメリカに進出している。スポーツウェアの他、介護・医療分野の製品開発も進めている。伊藤忠商事の子会社である。
企業スローガンは「Design for Sports」で、企業理念として「すべての人々に、スポーツを遊ぶ楽しさを」を掲げている
。
第21回オリンピック冬季競技大会（2010年バンクーバーオリンピック）の日本選手団公式スポーツウェアを手がけた。

### 社名の由来
社名の「デサント」は、フランス語の「descente＝滑降」に由来する。スキーウェア開発のアドバイザーだった日本初のプロスキーヤー西村一良のスキースクール『デサントスキースクール』から名前をもらったことから。マークの「3本の下向きの矢」はスキーの基本滑降である「直滑降・斜滑降・横滑り」を表している。

## 沿革
- 1935年、創業者の石本他家男が石本商店を創業。
- 1953年には綿布に防縮加工を施した野球用ユニフォームやトレーニングパンツを開発する。
- 1958年2月に株式会社としての石本商店を設立。
- 1961年、ブランド名であったデサントに社名を変更した。
- 1964年にはワンポイントロゴを入れるきっかけ作りとなったゴルフウェア「マンシングウェア」を皮切りに「アディダス」（その後、アディダスジャパンが設立される）、全米体育協会公認ウェア「NCAA」、ドイツの「arena」、イタリアの「FILA」などのスポーツブランドの日本での総販売代理店として現地からの輸入・提携を実施[注 3]。
- 1974年8月にデサント商事株式会社と合併。
- 1977年3月に大阪証券取引所第2部に株式上場。
- 1980年1月に大阪証券取引所第1部に指定替え。3月には東京証券取引所第1部に株式上場。
- 現在は自社ブランド（デサント）のほか、ルコックスポルティフ[注 4]、アンブロ、ランバンスポール、など[注 5]のブランドの日本販売元となっている。
- 2012年2月、デサント大阪オフィスがオープン。デサントの歴史を展示するコーナーなど。
- 2015年4月、ダンロップスポーツとの「スリクソンブランドのゴルフアパレル分野の業務提携」を発表した（企画制作などはデサントとウェアの販売はデサントが、アクセサリー類の販売はダンロップスポーツが行う）[9]。
- 2019年1月、筆頭株主の伊藤忠商事が、韓国に重点を置いた近時の経営体制や経営方針に問題があるとして、完全子会社のBSインベストメント株式会社を通じた、株式公開買付け（TOB）を表明[10]、デサント経営陣の同意を得なかったことから[11]、伊藤忠商事は敵対的TOBを実施し、2019年3月に伊藤忠保有分を含め40%の株式を取得し、デサントの拒否権を得た[12]。同年6月の株主総会をもって、代表取締役社長などの役員交代を行った[13]。
- 2021年12月、大阪本社を大阪市浪速区へ移転[14]。
- 2024年10月にBSインベストメント株式会社による株式公開買付けが成立。2025年1月24日に東京証券取引所プライム市場上場廃止となり、株式併合によりBSインベストメント株式会社の完全子会社となった[1]。

## 展示コーナー
- デサント 歴史展示コーナー（大阪府大阪市）

## 主な製品

### 水沢ダウン
水沢ダウンは、2008年に発売された高い保温性を誇るダウンジャケットである
もともと2010年バンクーバー冬季オリンピックの日本選手団のために開発されたウェアである。生産している水沢工場が製品名の由来であり、ステッチをなくすことで水分含浸を防ぐのが特徴となっている。価格は一番安いもので8万円強であるが、売り上げは年々増え続けている。

### 野球ユニフォーム
1960年代から野球ユニフォーム製作において様々な技術革新と斬新なデザイン、カラーリングを実施。1980年代には阪急ブレーブス（ミズノ製）を除く11球団でユニフォーム製作に携わった。2017年現在は、オリックス・バファローズ（この年より）、横浜DeNAベイスターズ、広島東洋カープ（ビジター用）のNPB3球団に加え、韓国のLGツインズのユニフォームも手がける。
- 1968年 - デサント初のユニフォーム制作。日本初のニット製ユニフォームが誕生。これまでの綿、ウールと違い、伸縮性、耐久性があり、また様々な色を染色が出来るのが強み。中日ドラゴンズが赤色を基調にしたノースリーブユニフォームを日本球界で初めて採用。
- 1969年 - ダブルニット製ユニフォームが誕生し、従来のニット製ユニフォームより伸縮性に富む、中日が採用し、ビジターの地色に初めてスカイブルーを採用。
- 1973年 - 日拓ホームフライヤーズにて「七色のユニフォーム」と呼ばれた7種類の色々なカラーリング、デザインを後期期間のみ採用。またロッテオリオンズにて肩、脇腹、袖、パンツにラインを縫製ではなく、生地にはめ込んだユニフォームを製作。
- 1975年 - 読売ジャイアンツが2006年までの31年間に渡りサプライヤー契約を結ぶ。
- 1976年 - ワインピンク地で、アメフトを意識した胸番号だけのユニフォームを太平洋クラブライオンズが採用。
- 1977年 - 世界初のメッシュ地の上着を近鉄バファローズ、大洋ホエールズが採用。湿気の多い日本では通気性の良さが適し、さらにニットに比べ格段に軽い為、現在ではメッシュ地が主流となっている。またメジャーリーグでも採用され、ピッツバーグ・パイレーツのユニフォームを製作。
- 1978年 - メッシュ地にストライプを施したユニフォームを阪神タイガースのホーム用、ヤクルトスワローズにて採用。
- 1979年 - 西武ライオンズが2002年までサプライヤー契約。当時としては斬新だった上下ブルーのビジター用ユニフォームを製作。
- 1980年 - ボルチモア・オリオールズのユニフォームを製作。
- 1982年 - レインボーカラーと呼ばれたヒューストン・アストロズのモデルに倣ったフロントパネルデザインを起用した日本ハムファイターズのユニフォームを製作。
- 1990年 - 二種類の異なる織柄を組み合わせ、光の当り具合で縦縞に見えるシャドウ・ストライブをヤクルトスワローズのビジター用にて採用。
- 2000年 - 従来のメッシュ地に代わり、リブメッシュと呼ばれる縞状のメッシュの上着を読売、阪神（ビジター用のみ）が他球団に先駆けて採用。
- 2003年 - ストライプを編みこむことが困難であった為、縦縞のユニフォームではリブメッシュの上着を採用することが出来なかったが、ストライプをプリントにすることで、横浜ベイスターズ、阪神のホーム用がリブメッシュの採用実現。
- 2005年 - 肩、脇腹のカットラインが特殊なものを東北楽天ゴールデンイーグルスのビジター用で採用。
- 2008年 - 千葉ロッテマリーンズとサプライヤー契約。ビジター用で上から下に向けて色が薄くなっていくグラデーションデザインを採用、また阪神タイガースの交流戦モデルにて、軽量化の極限を目指し、ストライプ、胸ロゴ、背番号等全てのマーキングを従来の刺繍に代え、昇華プリントにしたものを製作。
- 2014年アジア競技大会にて韓国代表のユニフォームを製作。このユニフォームがデサントにとって野球競技における初のナショナルチームユニフォームとなった。
- 2017年 - 千葉ロッテとは前年で契約を終了し、新たにオリックス・バファローズとサプライヤー契約を結ぶ。

### 水泳用品ブランド
「アリーナ （arena）」は主に水泳用品のブランドとして知られている。元々はアディダスの傘下にあった会社だったが、アディダスが自社で（アディダスジャパン）日本国内の事業を展開するにあたり、その代償措置として、デサントが「アリーナ」のアジア・太平洋地域における事業権を獲得した。また、アテネ五輪水泳金メダリストの柴田亜衣が、デサントの社員となっており、世界のトップスイマーによって構成される「チーム・アリーナ」の一員に加わっている。2009年4月に行われた競泳日本選手権では日本新記録が20個更新され、うち13個がデサント製の水着を着用されて更新されたものである。

### アルペンスキー用ウェア
アルペンスキー用ウェアに関しては1954年に進出。欧州ブランドが主流の市場であったが、1956年コルチナ・ダンペッツオオリンピックで猪谷千春が回転で銀メダルを獲得したことからスキーブームが起き、それに後押しされたことや内外の一流選手に着用してもらってアドバイスを受けたことなどから、国産ウェアの開発が進み、現在ではスイス、スペイン、韓国のナショナルチームのウェアを供給している。
また、アルペンスキー用ウェアの技術をスピードスケート用ウェアに応用。1980年レークプラシッドオリンピックでの5冠王エリック・ハイデンの着用により、一躍注目された。1984年からカナダスピードスケートナショナルチームのウェアを供給している。

## 協賛イベント
スポーツ関連のイベントとして1978年には日本で初めてのアマチュアスポーツの冠トーナメント「8カ国対抗・デサント陸上大会」を開催したことでも知られる。
現在も陸上競技の「デサントトラッククラブ」、サッカーの日本フットボールリーグのメインスポンサー（アンブロブランド）を務めており、かつてはゴルフの男子ツアー「マンシングウェアオープン KSBカップ」、女子の「デサントレディース・東海クラシック」のスポンサーなどを行っていた。

## 主な契約選手
- 野球 - 大谷翔平、大野雄大
- バレーボール - 石川祐希
- 水泳 - 入江陵介
- ゴルフ - ザンダー・シャウフェレ、鈴木愛、 松山英樹
- サッカー - 柴崎岳
- テニス - 日比野菜緒
- ソフトボール - 上野由岐子
- 競馬 - 武豊[24]

## 事業所
本社・大阪オフィス
大阪府大阪市浪速区湊町一丁目2番3号 マルイト難波ビル13階
東京オフィス
東京都豊島区目白一丁目4番8号

## 関係会社
- 連結子会社

デサントジャパン
デサントアパレル
BEIJING DESCENTE CO., LTD.
SHANGHAI DESCENTE COMMERCIAL CO., LTD.
ARENA(SHANGHAI) INDUSTRIAL CO., LTD.
LE COQ SPORTIF(NINGBO) CO., LTD.
HONG KONG DESCENTE TRADING, LTD.
DESCENTE KOREA LTD.
DESCENTE GLOBAL RETAIL LTD.
- 関連会社

DESCENTE CHINA HOLDING LTD.
ARENA KOREA LTD.